# Antônio Carlos Zago
Antônio Carlos Zago (Presidente Prudente, 18 mei 1969) is een voormalig Braziliaans voetballer en huidig voetbaltrainer die speelde als verdediger. Sinds januari 2020 is Zago hoofdtrainer van Kashima Antlers.

## Clubcarrière
Zago kwam als speler uit voor São Paulo, Albacete Balompié, Palmeiras, Kashiwa Reysol, Corinthians, AS Roma, Beşiktaş, Santos, Juventude en opnieuw Santos.

## Interlandcarrière
Zago debuteerde in 1991 in het Braziliaans elftal, waarvoor hij achtendertig interlands speelde en driemaal scoorde.

## Trainerscarrière
Na zijn voetbalcarrière stortte Zago zich op het trainerschap en trainde vele clubs in zijn thuisland Brazilië. In januari 2020 werd Zago aangesteld als hoofdtrainer van Kashima Antlers en werd zodoende zijn eerste club als hoofdtrainer buiten Brazilië. Op 14 juli 2021 werd Zago aangesteld als hoofdtrainer van Bolívar.

## Erelijst
São Paulo
- CONMEBOL Libertadores: 1992
- Campeonato Brasileiro Série A: 1991
- Campeonato Paulista: 1991, 1992
- Trofeo de Carranza: 1992
- Troféo Tereza Herrera: 1992

 Palmeiras
- Campeonato Brasileiro Série A: 1993, 1994
- Campeonato Paulista: 1993, 1994
- Torneio Rio-São Paulo: 1993

 Corinthians
- Campeonato Paulista: 1997

 AS Roma
- Serie A: 2000/01
- Supercoppa Italiana: 2001

 Beşiktaş
- Süper Lig: 2002/03

 Santos
- Campeonato Brasileiro Série A: 2004
- Campeonato Paulista: 2007

 Brazilië
- CONMEBOL Copa América: 1999

Als trainer
 Internacional
- Recopa Gaúcha: 2017

 Red Bull Bragantino
- Campeonato Brasileiro Série B: 2019

Individueel als trainer
- Campeonato Paulista Team van het Jaar: 2019